# Natalia de la Sota
Natalia de la Sota (Córdoba, Argentina; 14 de septiembre de 1975) es una docente y política argentina del Partido Justicialista. Es Diputada de la Nación Argentina por Córdoba desde diciembre de 2021.

## Biografía
Cordobesa, de la Sota se dedicó a la música y la difusión cultural como docente antes de entrar en la política a los 40 años.
A nivel público, fue Directora de la Oficina de Gestiones Institucionales en la Gobernación de Córdoba entre 2011 - 2015, Concejala Municipal de Córdoba entre 2015 - 2019 y Legisladora Provincial de Córdoba entre 2019 - 2021 habiendo sido electa para ese cargo en las Elecciones provinciales de Córdoba de 2019 por el Distrito Único.
Fue electa Diputada de la Nación Argentina por Córdoba en las Elecciones legislativas de 2021, en el primer lugar de la lista Hacemos por Córdoba.

## Historial electoral
|  | 24,99 % |

|  | 52,68 % |

|  | 17,32 % |